# Ješa'jahu Foerder
Ješa'jahu Foerder (hebrejsky: ישעיהו פורדר, žil 25. března 1901 – 9. června 1970) byl sionistický aktivista, izraelský politik a poslanec Knesetu za Progresivní stranu.

## Biografie
Narodil se ve městě Charlottenberg v tehdejší Německé říši. Studoval ekonomii a právo na Freiburské univerzitě, Ruprecht-Karls-Universität Heidelberg a na Albertus-Universität v Königsbergu (dnes Kaliningrad). V roce 1916 získal doktorát z práva. V letech 1926–1932 působil jako právník v Berlíně. V roce 1933 přesídlil do dnešního Izraele. Zde byl jedním ze zakladatelů stavební společnosti Rassco. Předsedal také správní radě banky Leumi.

## Politická dráha
Byl členem předsednictva a politickým tajemníkem sionistické organizace v Německu. Zasedal v parlamentním shromáždění Asifat ha-nivcharim za stranu Nová alija. V prozatímní vládě Izraele měl na starosti dohled na potravinami. Byl jedním z předáků Progresivní strany.
V izraelském parlamentu zasedl poprvé už po volbách v roce 1949, kdy kandidoval za Progresivní stranu. Byl členem parlamentního výboru pro ekonomické záležitosti. Mandát obhájil za Progresivní stranu ve volbách v roce 1951. Poslanecké křeslo ale získal až dodatečně, v září 1951, jako náhradník. Stal se členem finančního výboru. Znovu se v Knesetu objevil po volbách v roce 1955, kdy kandidoval opět za Progresivní stranu. Nadále byl členem finančního výboru. Na funkci poslance předčasně rezignoval v říjnu 1957. Jeho poslanecké křeslo pak zaujal Jochanan Kohen.